# The Trapp Family
The Trapp Family (A Família Trapp) (em alemão:  Die Trapp-Familie) é um filme de drama de comédia da Alemanha Ocidental de 1956 sobre o musical austríaco da vida real família com esse nome, dirigida por Wolfgang Liebeneiner e estrelada por Ruth Leuwerik, Hans Holt e Maria Holst. Maria Holst e Maria Holst.